# MegaMan NT Warrior
MegaMan NT Warrior, in Japan bekend als Rockman.EXE (ロックマン エグゼ, Rokkuman Eguze), is een anime- en mangaserie gebaseerd op Capcoms Mega Man Battle Network-computerspelserie, een deel van de Mega Manfranchise. De mangaserie werd geschreven door Ryo Takamisaki en liep in Shogakukans CoroCoro Comic tussen 2001 en 2006. Van de animeserie, geproduceerd door Xebec, werden vijf seizoenen uitgezonden op TV Tokyo in Japan tussen maart 2002 en september 2006. Ondanks de gemeenschappelijke namen, verschillen de verhalen van de spel-, anime- en mangaversies van de Battle Network-serie sterk van elkaar.
De animeserie werd in Nederland uitgezonden op Jetix. In Vlaanderen verscheen de reeks op VTM bij TamTam.

## Verhaal
De serie toont de vriendschap tussen Lan Hikari en zijn NetNavi, MegaMan.EXE terwijl ze te maken hebben met bedreigingen van verschillende NetCrimeorganisaties. Lan is samen met zijn vrienden Maylu Sakurai, Dex Ogreon, Yai Ayano, Tory Froid, en hun Navis: Roll, Gutsman, Glide, IceMan. Hoewel de serie aanvankelijk vrij dicht bij het verhaallijn van de spellen blijft, begint het later sterk af te wijken in de serie. Bijvoorbeeld, in de anime is er geen bewijs dat Lan en MegaMan tweelingbroers waren, in de spellen wordt het echter duidelijk tegen het einde van de eerste Battle Network-spel.